# いわきサンシャインマラソン
いわきサンシャインマラソンは、福島県いわき市の小名浜地区を中心に開催される2010年創立の市民参加型の長距離走大会（市民マラソン）である。

## 概要
2010年2月14日に初めて開催された。第2回大会終了の1か月後に東日本大震災が発生したが、中止されることなく2012年に第3回大会が開催。この回より「日本の復興を「いわき」から～」のサブタイトルが付いた。
2014年に開催予定だった第5回大会は、前日からの大雪のため開催中止。2019年も積雪により中止、さらに2020ｰ22年も新型コロナウイルス大流行懸念で4年連続で中止。
2015年の第6回大会は、全種目合わせて1万人を超える参加者を集め、東北最大級のマラソン大会となっている。
2024年より東京都港区の「MINATOシティハーフマラソン」と提携して相互に上位選手を派遣している。

## 種目
フルマラソンの部
- コース：いわき市陸上競技場（スタート） → 御代坂交差点 → 橋出南交差点 → 江名地区（折り返し） → いわきマリンタワー → アクアマリンふくしま → 日産いわき工場前 → アクアマリンふくしま（ゴール）
  - 丘の上のスタート地点から海沿いに下りていくため、マラソンコースとして認められる許容標高差42mにかなり近く市民マラソンとしてはタイムが期待できる。
- 男女とも総合の部、30-39歳の部、40-49歳の部。50-59歳の部、60-69歳の部、70歳以上の部に別れる
- 制限時間：6時間、途中関門あり

10kmの部
- コース：アクアマリンふくしま（スタート） → 浮間化学前（折り返し） → アクアマリンふくしま（ゴール）
- 男子は高校生の部、39歳以下の部、30-39歳の部、40-49歳の部。50-59歳の部、60歳以上の部に別れる
- 女子は39歳以下の部、30-39歳の部、40-49歳の部。50-59歳の部、60歳以上の部に別れる
- 制限時間：1時間20分

5kmの部
- コース：アクアマリンふくしま（スタート） → 日本海水前（折り返し） → アクアマリンふくしま（ゴール）
- 男子は中学生の部がある
- 女子は中学生の部、高校生の部、39歳以下の部、30-39歳の部、40-49歳の部。50-59歳の部、60歳以上の部に別れる

2kmの部
- コース：アクアマリンふくしま（スタート） → 西1km地点（折り返し） → アクアマリンふくしま（ゴール）
- 男女とも小学生3・4年の部、小学生5・6年の部がある
- 親子参加の部がある

※完走すると、ハワイの街いわきにちなみレイをかけてもらえる。

## 大会結果（フルマラソン結果のみ）

### 第1回～第10回
第01回（2010年）4,964人参加
- 男子：萩谷正紀（ニッポンランナーズ）、2時間29分16秒
- 女子：田辺美代（AC・KITA）、2時間57分41秒

第02回（2011年）
- 男子：高橋雅一（東京陸協）、2時間27分04秒
- 女子：大谷瑠美（平成桃色学園）、2時間56分17秒

第03回（2012年）
- 男子：高橋雅一（東京陸協）、2時間27分44秒
- 女子：大谷瑠美（平成桃色学園→いわき市教育委員会）、3時間00分10秒

第04回（2013年）
- 男子：藤原敏（羽後町役場）、2時間29分08秒
- 女子：遠藤範子（東京都）、3時間00分39秒

第05回（2014年）
- 大雪のため中止

第06回（2015年）10,396人参加
- 男子：鈴木駿（南陽市役所 → スズキアスリートクラブ、神奈川大学陸上部出身）、2時間19分01秒
- 女子：Victoria BECK（オーストラリア・タウンズビル市）[6]、2時間47分38秒

第07回（2016年）
- 男子：佐久間祥（小森コーポレーション、関東学生連合）、2時間26分02秒
- 女子：大井梨絵（アラスカAC）、3時間21分58秒

第08回（2017年）
- 男子：大橋真弥（石巻市役所、東京農業大学陸上部出身）、2時間30分24秒
- 女子：永田幸栄（豊田自動織機、須磨学園高等学校陸上部出身）、2時間55分10秒

第09回（2018年）
- 男子：大橋真弥（石巻市役所）、2時間24分15秒
- 女子：吉田香織（TEAMR×L）、2時間40分54秒

第10回（2019年）
- 大雪のため中止

### 第11回～
第11回（2020年）
- 新型コロナウイルス感染症拡大のため中止

第12回（2021年）
- 新型コロナウイルス感染症拡大のため中止

第13回（2022年）
- 新型コロナウイルス感染症拡大のため中止

第14回（2023年）6,010人参加
- 男子：蛭田雄大（福島陸協→いわき市役所[8]、中央大学陸上部出身）、2時間22分58秒
- 女子：本間未来（北村山陸協）、2時間48分19秒

第15回（2024年）5,358人参加
- 男子：宮川慎太郎（警視庁駅伝チーム、棚倉町駅伝チーム、順天堂大学陸上部出身）[11]、2時間18分05秒（大会記録）
- 女子：本間未来（北村山陸協）、2時間41分38秒

第16回（2025年）7,293人参加
- 男子：蛭田雄大、2時間22分48秒[13]
- 女子：沼田夏楠（笠松走楽会）、2時間44分25秒[12]

## 運営
- 主催 - いわきサンシャインマラソン実行委員会、福島陸上競技協会
- 共催 - いわき市、いわき市教育委員会、いわき市体育協会、福島民友新聞社
- 主管 - いわき陸上競技協会
- オフィシャルパートナー - いわきFC

### 大会イメージソング
「駆けぬけよう、僕らのふるさとを」（シンガーソングライター・音灯）

### 中継
2015年・2023年～2025年大会は、コミュニティ放送局いわき市民コミュニティ放送（SEA WAVE FMいわき）にて、スタートから最終ゴールまでが生中継された。

## スポンサー
ゴールドパートナー
- アルプスアルパイン

- クリナップ

- 日産自動車

- ハニーズ

- 東北電力

- マルト

シルバーパートナー
- つばめグループ

- 第一生命

- ときわ会

ブロンズパートナー
※大会公式サイトを参照

## 不祥事
20代男性ランナー死亡
2023年開催の第14回大会において、福島県外から参加の20代男性選手が13キロ地点で倒れ、救急車で搬送されたが翌27日に死亡が確認された。なお、死因は不明と内田市長は発表している。
大会事務局は本件を受け、翌月より医療安全委員会を設置、いわき市、いわき市医師会、看護師協会、薬剤師会、医療創生大学、陸上競技協会と検証を重ね、救護体制を強化、防災士会、いわき市医療センター看護専門学校の協力も得て、メディカルランナーが伴走し、救護ボランティアや看護師、消防職員を要所に配置、救護所も一部ユニット化した。